# Навіть королева
«Навіть королева» (англ. Even the Queen) — науково-фантастичне оповідання Конні Вілліс, яке досліджує довгострокові культурні наслідки наукового контролю менструацій. Спочатку опубліковане у 1992 році на сторінках журналу «Азімовз сайнс фікшн», а також з'явилося у збірці оповідань «Неможливі речі» (1994) та «Найкраще від Конні Вілліс» (2013), а також в аудіокнизі «Навіть королева» та «Інші оповідання» (1996).

## Сюжет
Три покоління жінок обговорюють рішення однієї з їх дочок приєднатися до «Велосипедисток», групи жінок-традиціоналісток, які обрали менструацію, хоча наукові досягнення (зокрема, речовина під назвою «амменерол») зробили її непотрібною. У назві йдеться про те, що «навіть [у] королеви Англії» є менструація.

## Відгуки
«Навіть королева» отримала в 1993 році премію «Г'юго» за найкраще оповідання, а в 1993 році — премію «Неб'юла» за найкраще оповідання. Нало Гопкінсон назвала оповідання «веселим і контрастним». Лаура Квілтер, навпаки, вважала, що це «скоріше діатріба проти» фемінізму, оскільки його гумор є в основному «його досить підлим зображенням різних видів фемінізму»; згодом Квілтер зазначила, що, хоча оповідання «мало деяку правдивість і, отже, трохи чесного гумору», вона виявила, що оповідання «надзвичайно завищене».
«The Village Voice» вважає оповідання «легким [для] серця» та «комедією політики ідентичності та стосунків матері й дочки», тоді як Billboard, аналізуючи аудіоверсію, описує її як «хитрий удар як феміністок, так і антифеміністів».